# 多夫亥 (斯特雷區)
49°10′28″N 23°52′2″E / 49.17444°N 23.86722°E

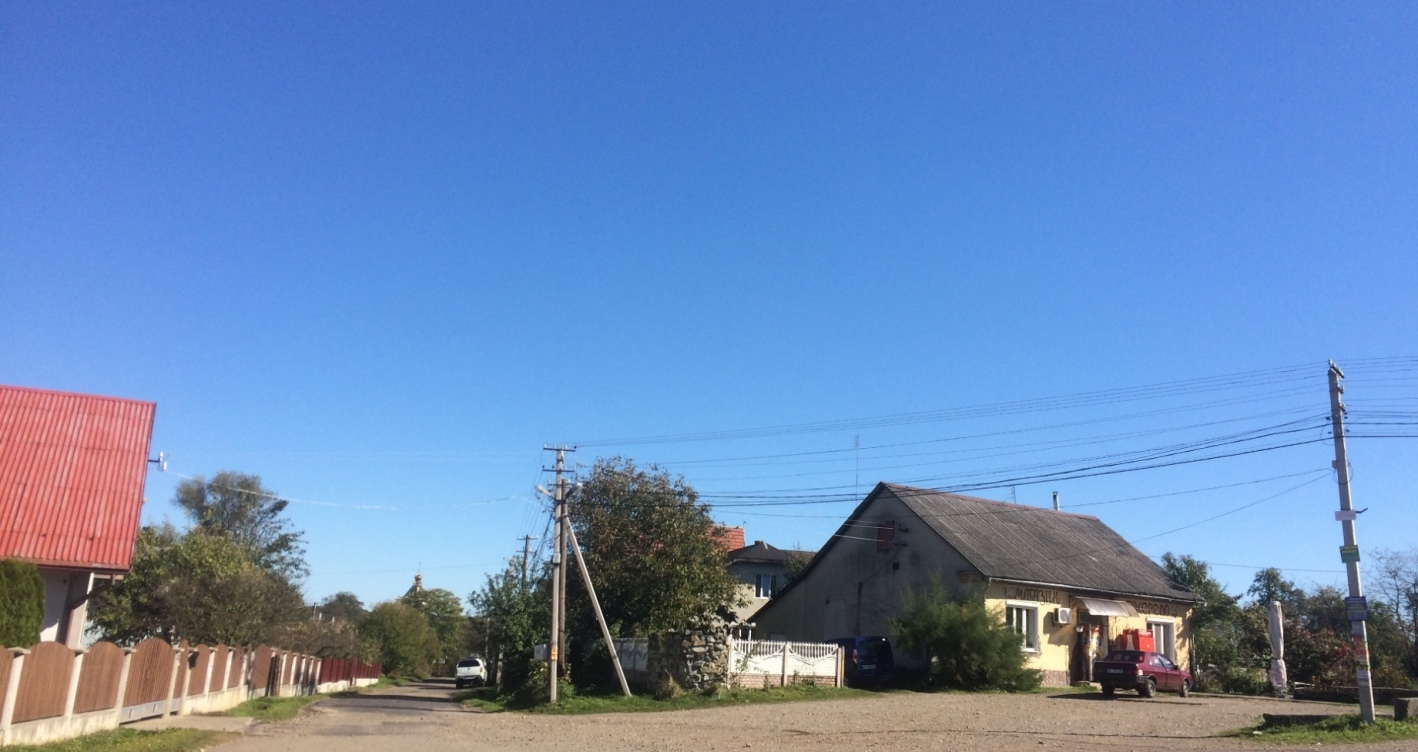
多夫亥

多夫亥（烏克蘭語：Довге），是烏克蘭的村庄，位於該國西部利沃夫州，由斯特雷區莫爾申市鎮負責管轄，始建於1482年，面積13.29平方公里，海拔高度334米，人口950，人口密度每平方公里72.46人。